# USS Kwajalein (CVE-98)
Авіаносець «Кваджалейн» (англ. Kwajalein (CVE-98)) — ескортний авіаносець США часів Другої світової війни, типу «Касабланка».

## Історія створення
Авіаносець «Кваджалейн» закладений 19 лютого 1944 року на верфі Kaiser Shipyards у Ванкувері під ім'ям Bucareli Вау. 6 квітня 1944 року перейменований в «Кваджалейн». Спущений на воду 4 травня 1944 року, вступив у стрій 7 червня 1944 року.

## Історія служби
Після вступу в стрій протягом жовтня-грудня 1944 року авіаносець здійснював перевезення літаків для потреб тактичного з'єднання TF38/58. 18 грудня 1944 року корабель отримав штормові пошкодження та вирушив у США для ремонту. Після ремонту, у 1945 році, використовувався як навчальний авіаносець.
Після закінчення бойових дій корабель перевозив американських солдатів та моряків на батьківщину (операція «Magic Carpet»).
16 серпня 1946 року авіаносець «Кваджалейн» був виведений в резерв. 1 квітня 1960 року він був виключений зі списків флоту і наступного року проданий на злам.